# Uno (Paps'n'Skar)
Uno è il primo album dei Paps'n'Skar, pubblicato nel 2005.

## Descrizione
Il primo album del duo milanese di musica dance racchiude hit già note dei Paps'n'Skar, da Mirage (Stasera la luna) a Get It On passando per Loving You, e quattro inediti.

## I singoli
Le canzoni Mirage (Stasera la luna) e Vieni con me sono state due tormentoni dell'estate 2004 e 2005, scelte come colonna sonora degli spot della TIM.

## Tracce
1. Intro - Loving You (Coro Version) - 1:31
2. Loving You - 3:58
3. Mirage (Stasera la Luna) - 4:01
4. Magia - 3:03
5. You Want My Love - 3:43
6. Because I'm Free - 3:32
7. Voglio una canzone (PP Dance) - 3:10
8. Vieni con me (Dance Version) - 3:23
9. Get It On - 3:07
10. The World Is So Fabulous - 3:15
11. Che vuoto che c'è - 3:31
12. Turn Around - 3:23
13. Voglio una canzone (Pop Version) - 3:33
14. Love Is Love (Pop Version) - 3:29
15. One More Time (Down Town) - 4:56
16. Mon amour - 3:37

## Classifiche
| Classifica (2005) | Posizione raggiunta |
| ----------------- | ------------------- |
| Italia            | 54                  |